# Авиаудар в Омар-хейле
Авиаудар в Омар-хейле международных сил содействия безопасности ISAF (НАТО), повлёкший массовую гибель местного населения в афганской провинции Кундуз 4 сентября 2009 года.

## Обстоятельства
Удар авиации США из ISAF был нанесён по настоянию командира спецподразделения «Task Force — 47» Бундесвер оберста (полковника) Георга Кляйна — в ночь на 4 сентября 2009 года в окрестности кишлака Омар-хейль, где было зафиксировано скопление гражданского населения и вооружённых людей.
При переправке бродом через реку Кундуз в ней застряли две немецких автоцистерны с топливом. С наполненных до краёв цистерн подручными средствами афганцы в тары наполняли дизельное топливо. Рядом с цистернами стояли вооружённые люди. Внезапно в послышался гул самолётов и в небе появились американские F-15E, нанёсшие два мощных авиаудара.

## Предшествующие события
В 2009 году обстановка в регионе базирования немецкого контингента ISAF (НАТО) в Афганистане значительно осложнилась. С началом весны участились случаи втягивания немецких подразделений в прямые боестолкновения с движением Талибан.
3 сентября 2009 года на немецкую колонну авто-бронетехники двадцатью вооружёнными людьми было совершено нападение: в результате были убиты водители двух крупнотоннажных цистерн, а сам транспорт угнан в неизвестном направлении.
Съехав с оживлённой трассы на просёлочную дорогу, долго петляя по грунтовой дороге, талибы приступили к форсированию реки Кундуз-дара. По утверждению местных жителей это было традиционное место брода. Однако цистерны застряли в бурном потоке реки. Чтобы вытащить застрявший транспорт из бурной реки, талибы направились в близлежащий кишлак Омар-хейль и пригнали оттуда два трактора «Беларусь» и созвали местное население заполнить свои ёмкости дизельным топливом. Цистерны вытащить не удалось, но у застрявших машин вскоре скопился местный люд с различной тарой. Талибы стояли рядом и наблюдали за процессом. Они были заинтересованы в скорейшем освобождении цистерн и выезде транспорта из реки.

## Командование немецкой группировки
Информация о нападении талибов на автоколонну и захвате цистерн в центр боевого управления (ЦБУ) «Task force - 47» (TF-47), специального подразделения по борьбе с терроризмом в Кундузе, поступила в 17.00. В распоряжение немецких разведчиков попал также радиоперехват разговора талибов. Талибы застали немцев врасплох, хотя месяц до этого уже была достоверная информация о готовящемся нападении на немецкую колонну с целью завладения автотранспортом и применение его водителями-смертниками при атаках на гарнизон ISAF в Кундузе.
Поиск по горячим следам результатов не дал, тогда штаб TF-47 обратился в штаб группировки «Север» в Мазари-Шариф с просьбой о привлечении к поискам авиации с фото-аэросъёмкой. В итоге, цистерны, застрявшие в реке, обнаружил оснащённый специальным оптическим оборудованием бомбардировщик B-1.

## Кундуз и Талибан
Группировка моджахедов, а затем талибов в северо-восточной провинции Кундуз, сначала во времена Афганской войны (1979-1989), а затем конца 1990-х годов прошла череду целого ряда сражений. Здесь прошли масштабные боевые действия движения Талибан и Северного Альянса, продолжилось кровопролитие и в момент вторжения США в 2001 году. Занявшее зону ответственности «Север» в ISAF командование Бундесвер выбрало агрессивную военную политику.

## Принятие решения об ударе
При подлете к месту нахождения бензовозов пилоты сообщили, что возле машин скопились люди, сливающие топливо. Кляйн решил, что это талибы, и приказал нанести удар. В результате налета погибли и были ранены до 142 человек, из которых от 30 до 40 оказались мирными жителями
Если вы утверждаете, что наших войск в районе нет, а грузовики никуда не едут, то зачем нужен немедленный удар? — Они представляют угрозу для войск в районе. — Что является нашей целью, техника или люди? — Люди. — Может быть, стоит пройти на малой высоте, чтобы случайные зеваки, окажись они на месте, разбежались? (запрос был повторен трижды) — Запрещаем, талибы уйдут. оберст Кляйн

## Резонанс
Уже к утру следующего дня, новость об огромных жертвах среди мирного населения после авиаудара ISAF быстро разнеслась по миру. В ФРГ, тем временем, в полном разгаре шла предвыборная кампания. Об инциденте тут же была поставлена в курс Канцлер ФРГ Ангела Меркель. Власти Германии стали максимально всё скрывать и отрицать. Официальные лица утверждали: жертвами стала лишь небольшая группа талибов, планировавших террористические атаки на немецкие гарнизоны. Немцев поддержали США. Внешнее давление на немецких военных и политиков заставило Бундестаг сформировать комиссии по расследованию данного преступления
.

## Итоги
Результаты расследования оказались следующими: «оберст Кляйн отдал поспешный, ошибочный приказ на основании неполных и неточных данных под влиянием своих агрессивных подчинённых. Никакой непосредственной угрозы не существовало». Однако никто из военных ISAF не понёс наказание.
В ноябре 2009 года генерал-инспектор бундесвера Вольфганг Шнайдеран ушёл в отставку. Ранее он со ссылкой на результаты проверки НАТО утверждал, что запрос начальника немецкого контингента НАТО об уничтожении бензовозов был полностью обоснованным и что полковник Кляйн имел полные основания предполагать, что в месте авиаудара не было мирных жителей. Также он поставил под сомнение сам факт гибели мирного населения при уничтожении бензовозов. Кроме него ушли в отставку статс-секретарь Петер Вихерт и министр труда Франц Йозеф Юнг, который в момент авиаудара был министром обороны.
В 2010 году правительство ФРГ выплатила семьям погибших по 5000 евро. Попытки родственников жертв добиться дополнительных выплат в германском суде и в ЕСПЧ завершились ничем.

## В художественной литературе
- Ильяс Дауди. «Цугцванг обер-лейтенанта Бруно Тевса» военная повесть. — М.: ДеЛибри, 2021. — 136 с. — ISBN 978-5-4491-1165-4.

## См.также
- Авиаудар по больнице в Кундузе
- Атака медресе в провинции Кундуз (2018)
- Таск Форс 47